# Pilea formosa
Pilea formosa es una especie de planta del género Pilea, perteneciente a la familia Urticaceae.

## Taxonomía
Pilea formosa fue descrita por Ignatz Urban en 1930.

## Distribución
Se encuentra en el territorio de República Dominicana y Haití.